# Linjetjärnen (Jokkmokks socken, Lappland, 737097-173736)
Linjetjärnen är en sjö i Jokkmokks kommun i Lappland och ingår i Luleälvens huvudavrinningsområde.